# Doris Wishman
Doris Wishman (New York, 1º giugno 1912 – Coral Gables, 10 agosto 2002) è stata una regista, sceneggiatrice e produttrice cinematografica statunitense, anche nota come l'"Ed Wood al femminile".

## Biografia
Dopo aver lavorato nella distribuzione cinematografica per il cugino Max Rosenberg e come attrice durante gli anni cinquanta , Wishman si sposò e si trasferì col marito in Florida. Dopo essere rimasta vedova cominciò a scrivere e dirigere film d'exploitation a tema nudista (i cosiddetti "nudist film" o "nudie"), come Nude on the Moon (1961). Passò poi al sexploitation, (Bad Girls Go to Hell, 1965), alla pornografia (Satan Was a Lady, 1975), al mondo movie (Let Me Die a Woman, 1978) e al cinema dell'orrore (A Night to Dismember, 1983). In seguito all'insuccesso di quest'ultimo titolo, si trasferì nuovamente in Florida dove lavorò come commessa. Nel frattempo alcune sue opere divennero film di culto grazie alla distribuzione video, il che la convinse a realizzare negli anni Duemila altri tre lungometraggi (di cui uno distribuito postumo) prima di morire nel 2002 per un linfoma.

## Filmografia

### Regista
- Hideout in the Sun (1960)
- Nude on the Moon (1961)
- Diary of a Nudist (1961)
- Blaze Starr Goes Nudist (1962)
- Gentlemen Prefer Nature Girls (1963)
- Playgirls International (1963)
- Behind the Nudist Curtain (1964)
- The Prince and the Nature Girl (1964)
- Bad Girls Go to Hell (1965)
- The Sex Perils of Paulette (1965)
- Another Day, Another Man (1966)
- My Brother's Wife (1966)
- A Taste of Flesh (1967)
- Indecent Desires (1967)
- Too Much Too Often! (1968)
- Love Toy (1968)
- The Amazing Transplant (1970)
- Keyholes Are for Peeping (1972)
- La chiamavano... Susy Tettalunga (Deadly Weapons) (1974)
- Double Agent 73 (1974)
- The Immoral Three (1975)
- Satan Was a Lady (1975)
- Come with Me, My Love (1976)
- Let Me Die a Woman (1978)
- A Night to Dismember (1983)
- Satan Was a Lady (2001)
- Dildo Heaven (2002)
- Each Time I Kill (2007)